# Episodi di Degrassi: The Next Generation (ottava stagione)
In Canada gli episodi finali dal 19 al 22 dell'ottava stagione sono stati trasmessi in un film finale intitolato Degrassi Goes Hollywood; vi partecipano quasi tutti i membri principali della serie.
In Italia la stagione è stata trasmessa da MTV dal 9 gennaio 2012 al 23 gennaio 2012 e tutti gli episodi mantengono il loro titolo originale in inglese.

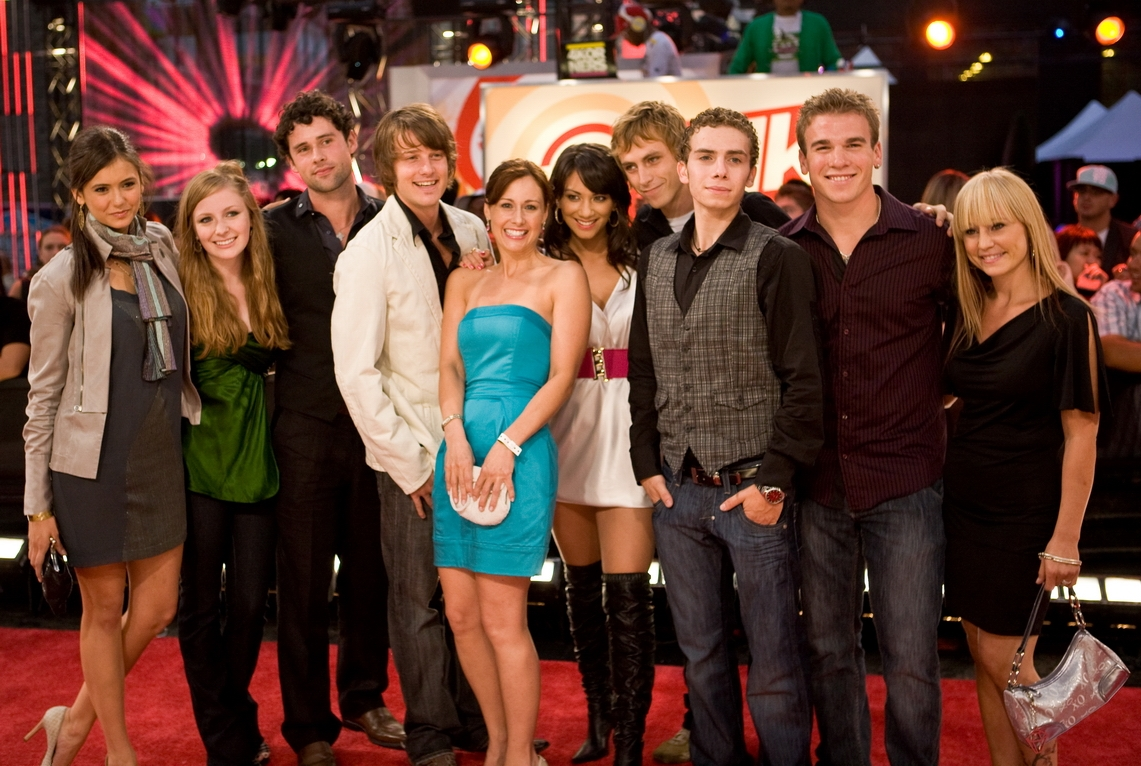
Il cast dell'ottava stagione

| nº | Titolo originale             | Titolo italiano               | Prima TV Canada  | Prima TV Italia |
| -- | ---------------------------- | ----------------------------- | ---------------- | --------------- |
| 1  | Uptown Girl (1)              | Uptown Girl (Prima Parte)     | 5 ottobre 2008   | 9 gennaio 2012  |
| 2  | Uptown Girl (2)              | Uptown Girl (Seconda Parte)   | 12 ottobre 2008  | 9 gennaio 2012  |
| 3  | Fight the Power              | Fight the Power               | 19 ottobre 2008  | 10 gennaio 2012 |
| 4  | Didn't We Almost Have It All | Didn't We Almost Have It All  | 2 novembre 2008  | 10 gennaio 2012 |
| 5  | Man with Two Hearts          | Man with Two Hearts           | 9 novembre 2008  | 11 gennaio 2012 |
| 6  | With or Without You          | With or Without You           | 16 novembre 2008 | 11 gennaio 2012 |
| 7  | Money for Nothing            | Money for Nothing             | 23 novembre 2008 | 12 gennaio 2012 |
| 8  | Lost in Love (1)             | Lost in Love (Prima Parte)    | 30 novembre 2008 | 12 gennaio 2012 |
| 9  | Lost in Love (2)             | Lost in Love (Seconda Parte)  | 18 gennaio 2009  | 13 gennaio 2012 |
| 10 | Bad Medicine                 | Bad Medicine                  | 25 gennaio 2009  | 13 gennaio 2012 |
| 11 | Causing a Commotion          | Causing a Commotion           | 8 febbraio 2009  | 16 gennaio 2012 |
| 12 | Heat of the Moment           | Heat of the Moment            | 15 febbraio 2009 | 16 gennaio 2012 |
| 13 | Jane Says (1)                | Jane Says (Prima Parte)       | 1º marzo 2009    | 17 gennaio 2012 |
| 14 | Jane Says (2)                | Jane Says (Seconda Parte)     | 8 marzo 2009     | 17 gennaio 2012 |
| 15 | Touch of Grey                | Touch of Grey                 | 15 marzo 2009    | 18 gennaio 2012 |
| 16 | Heart of Glass               | Heart of Glass                | 22 marzo 2009    | 18 gennaio 2012 |
| 17 | Up Where We Belong           | Up Where We Belong            | 5 aprile 2009    | 19 gennaio 2012 |
| 18 | Danger Zone                  | Danger Zone                   | 12 aprile 2009   | 19 gennaio 2012 |
| 19 | Paradise City (1)            | Paradise City (Prima Parte)   | 30 agosto 2009   | 20 gennaio 2012 |
| 20 | Paradise City (2)            | Paradise City (Seconda Parte) | 30 agosto 2009   | 20 gennaio 2012 |
| 21 | Paradise City (3)            | Paradise City (Terza Parte)   | 30 agosto 2009   | 23 gennaio 2012 |
| 22 | Paradise City (4)            | Paradise City (Quarta Parte)  | 30 agosto 2009   | 23 gennaio 2012 |